# Thomandersia butayei
Thomandersia butayei, manje drvo ili grm iz kišnih šuma Konga, Gabona i DR Konga.